# Crotalaria breviflora
Crotalaria breviflora är en ärtväxtart som beskrevs av Dc.. Crotalaria breviflora ingår i släktet sunnhampor, och familjen ärtväxter.

## Underarter
Arten delas in i följande underarter:
- C. b. breviflora
- C. b. pohliana